# Stensjöbacke
Stensjöbacke är ett område i östra delen av kommundelen Östra Mölndal (motsvarande Stensjöns distrikt) i Västra Götalands län. Alternativt har namnet Stensjöhöjd använts, men det utgör ett begränsat område. Området är beläget väster om Stensjön. 

## Historia
Under åren 1873–1910 betecknade Stensjöbacke Roten C. Området var utmark till Mölndals gårdar och där bosatte sig jordlösa och fattiga, varav några bodde i backstugor.
Bebyggelsen på Stensjöbacke tillkom senare än på Ormås och det äldsta kända huset uppfördes år 1868. Före år 1901 fanns det endast nio hus i området, vilka var utspridda. Först i början av 1900-talet skedde en större utbyggnad av Stensjöbacke. I området fanns inga skolor eller andra offentliga byggnader.
På krönet av Stensjögatan fanns ett sandtag fram till 1952, då Papyrus byggde ett hyreshus med tio lägenheter på Stensjögatan 22 åt sina anställda. Det följdes år 1955 av ett hyreshus med arton lägenheter på Stensjögatan 24.
Tegelhuset vid Stensjögatan 1 byggdes år 1893 och inrymde ett bagari. Pumphuset vid Stensjögatan 5 byggdes omkring 1920 och byggdes till på 1940-talet. Pumpstationen anlades för att öka trycket i vattenledningarna, då stigningen upp till Ormås och Stensjöbacke var stor.

## Stensjöhöjd
Stensjöhöjd har ibland använts som namn på Stensjöbacke. Stensjöhöjd är dock avgränsat till det högst belägna området vid Stensjögatans krön och Höjdgatans norra del.